# Jaromír Nohavica

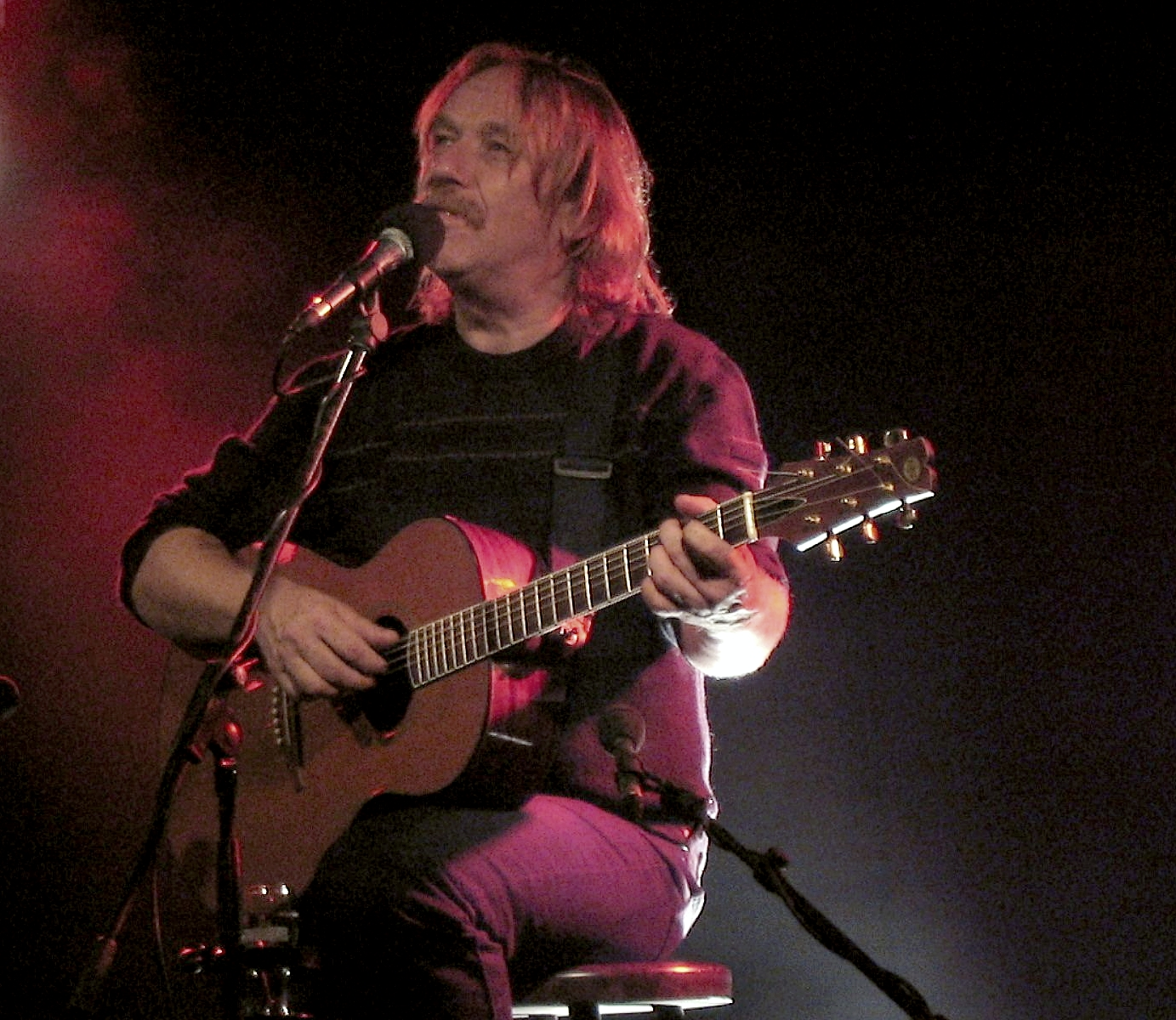
Jaromír Nohavica (2004)

Jaromír Nohavica (* 7. Juni 1953 in Ostrava) ist ein tschechischer Liedermacher.

## Leben und Wirken
Nohavica schrieb zu Beginn seiner Karriere Lieder für tschechische Sänger und Sängerinnen. 1982 überredeten ihn Freunde, selbst mit seinen Liedern aufzutreten, und er wurde zu einem der populärsten Interpreten der tschechischen Musikszene. Nohavica spielt Gitarre und Akkordeon. Er schrieb über 400 Lieder. Neben seinen eigenen Texten übersetzte er Lieder von Leonard Cohen, Bulat Okudschawa, Boris Vian und Wladimir Wyssozki ins Tschechische. 2002 entstand die Mockumentary Das Jahr des Teufels, die sich zu einem der populärsten tschechischen Filme der letzten Jahre entwickelte.
Jaromír Nohavica ist verheiratet und Vater zweier Kinder.
Der Asteroid (6539) Nohavica wurde am 8. Dezember 1998 nach ihm benannt.

## Diskografie

### Alben
| Jahr | Titel Musiklabel                            | Höchstplatzierung, Gesamtwochen, AuszeichnungChartplatzierungen (Jahr, Titel, Musiklabel, Platzierungen, Wochen, Auszeichnungen, Anmerkungen) | Höchstplatzierung, Gesamtwochen, AuszeichnungChartplatzierungen (Jahr, Titel, Musiklabel, Platzierungen, Wochen, Auszeichnungen, Anmerkungen) | Anmerkungen                              |
| Jahr | Titel Musiklabel                            | CZ | PL | Anmerkungen                              |
| ---- | ------------------------------------------- | --- | --- | ---------------------------------------- |
| 1994 | Tři čuníci Monitor                          | CZ30 (32 Wo.)CZ | — | Charteinstieg: 2012                      |
| 1996 | Divné století Monitor                       | CZ24 (3 Wo.)CZ | — | Charteinstieg: 2010                      |
| 2000 | Moje smutné srdce BMG                       | CZ20 (29 Wo.)CZ | — | Charteinstieg: 2012                      |
| 2003 | Babylon Sony Music/Bonton                   | CZ2 (29 Wo.)CZ | — | Charteinstieg: 2011                      |
| 2006 | Doma Sony BMG                               | CZ1 (40 Wo.)CZ | — | Erstveröffentlichung: 14. September 2006 |
| 2007 | Box 2007                                    | CZ64 (1 Wo.)CZ | — | Charteinstieg: 2016                      |
| 2008 | Ikarus                                      | CZ1 (81 Wo.)CZ | — |                                          |
| 2009 | V Lucerně                                   | CZ2 (28 Wo.)CZ | — | Erstveröffentlichung: 7. Juni 2009       |
| 2012 | Archivy se otevírají … koncerty 1982 a 1984 | CZ8 (58 Wo.)CZ | — |                                          |
| 2012 | Tak mě tu máš                               | CZ1 (228 Wo.)CZ | PL2 Gold · (20 Wo.)PL | Erstveröffentlichung: 29. Juni 2012      |
| 2013 | Tenkrát / Nostalgie 90.let                  | CZ1 (148 Wo.)CZ | — | Erstveröffentlichung: 24. Mai 2013       |
| 2013 | Kometa - The Best of Nohavica               | — | PL2 Platin · (42 Wo.)PL | Erstveröffentlichung: 4. Juni 2013       |
| 2014 | Jarek Nohavica a přátelé                    | CZ1 (88 Wo.)CZ | — | Erstveröffentlichung: 28. Februar 2014   |
| 2017 | Poruba                                      | CZ1 (69 Wo.)CZ | PL3 Platin · (18 Wo.)PL | Erstveröffentlichung: 17. November 2017  |
| 2020 | Máma mi na krk dala klíč                    | CZ1 (38 Wo.)CZ | PL9 (3 Wo.)PL | Erstveröffentlichung: 13. November 2020  |

grau schraffiert: keine Chartdaten aus diesem Jahr verfügbar
Weitere Alben
- Darmoděj (1989, Panton)
- Osmá barva duhy (1989, Panton)
- Folkfórum (1990, Panton)
- V tom roce pitomém (1991, Panton)
- Mikimauzoleum (1993, Monitor)
- Darmoděj a další (1995, Monitor)
- Koncert (1998, Monitor)
- Rok ďábla (2002, Sony Music/Bonton)
- Mařenka a eskymáci (2003, Sony Music/Bonton)
- Těšínské niebo (2004 Indies)
- Pražská pálená (2006, mp3-Album)
- Virtuálky (2009, mp3-Album)
- Platinová kolekce (2009)
- Virtuálky 2 (2010, mp3-Album)